# Liste der Biografien/Vej
Liste der Biografien |
Portal Biografien |
Personensuche
# |
A |
B |
C |
D |
E |
F |
G |
H |
I |
J |
K |
L |
M |
N |
O |
P |
Q |
R |
S |
T |
U |
V |
W |
X |
Y |
Z |
?
 
Va |
Ve |
Vh |
Vi |
Vj |
Vl |
Vn |
Vo |
Vr |
Vs |
Vt |
Vu |
Vy
 
Vea |
Veb |
Vec |
Ved |
Vee |
Veg |
Veh |
Vei |
Vej |
Vek |
Vel |
Vem |
Ven |
Veo |
Veq |
Ver |
Ves |
Vet |
Veu |
Vev |
Vex |
Vey |
Vez
Die Liste der Biografien führt alle Personen auf, die in der deutschsprachigen Wikipedia einen Artikel haben. Dieses ist eine Teilliste mit 26 Einträgen von Personen, deren Namen mit den Buchstaben „Vej“ beginnt.

## Vej

### Veja
- Vejar, Michael (* 1943), US-amerikanischer Fernsehregisseur

### Vejb
- Vejby, Ulla (* 1984), dänische Schauspielerin

### Veje
- Veje, Katrine (* 1991), dänische Fußballspielerin

### Veji
- Vejić, Hrvoje (* 1977), kroatischer Fußballspieler
- Vejin, Predrag (* 1992), serbischer Handballspieler
- Vejinović, Marko (* 1990), niederländischer Fußballspieler

### Vejj
- Vejjabul, Pierra (1909–1984), thailändische Ärzin und Sozialreformerin
- Vejjavisit, Nitya, thailändischer Chirurg

### Vejl
- Vejlby, Bent (1924–2020), dänischer Schauspieler und Lehrer
- Vejle, Jacob Madsen (1538–1606), dänischer evangelischer Bischof
- Vejlgaard, Thomas (* 1972), dänischer Fußballschiedsrichter und Unternehmensberater

### Vejm
- Vejmelka, Karel (* 1996), tschechischer EishockeytorwartKarel Vejmelka (* 1996)

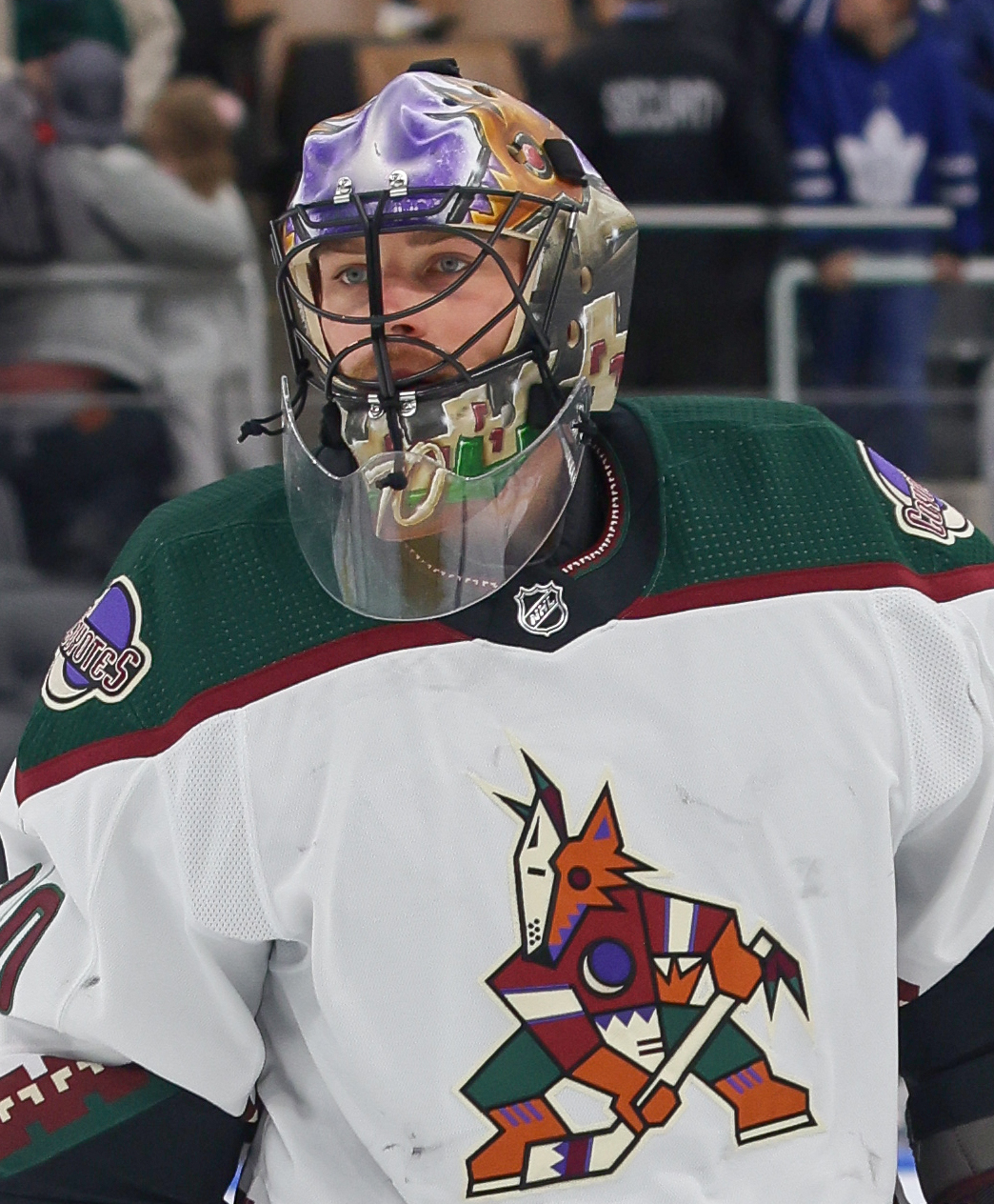
Karel Vejmelka (* 1996)

### Vejn
- Vejnarová, Zdeňka (* 1981), tschechische Biathletin
- Vejnović, Sanja (* 1961), kroatische Schauspielerin

### Vejo
- Vejo Rodríguez, Isidoro (1915–2007), uruguayischer Minister für öffentliche Bauten
- Vējone, Iveta (* 1966), lettische Lehrerin, First Lady Lettlands (2015–2019), Ehefrau von Raimonds Vējonis
- Vējonis, Raimonds (* 1966), lettischer Politiker (Latvijas Zaļā partija)

### Vejr
- Vejražka, Daniel (* 2000), tschechischer Sprinter

### Vejt
- Vejtruba, Rudolf (1883–1954), österreichischer Radrennfahrer

### Vejv
- Vejvanovský, Pavel Josef († 1693), tschechischer Trompeter und Komponist des Barock
- Vejvoda, Jaromír (1902–1988), tschechischer Komponist
- Vejvoda, Jaroslav (1920–1996), tschechoslowakischer Fußballtrainer
- Vejvoda, Otakar junior (* 1972), tschechischer Eishockeyspieler
- Vejvodová, Zuzana (* 1980), tschechische Schauspielerin

### Vejz
- Vejzovic, Dunja (* 1943), jugoslawische Opernsängerin (Mezzosopran)
- Vejzović, Hajrudin (* 2000), bosnischer Hürdenläufer